# Top kvark
A top kvark, vagy t kvark (jele: t) a legnehezebb a megfigyelt kvarkok közül, egyfajta elemi, az anyagot alkotó jelentős részecske. Mint minden kvark, a top kvark is egy elemi fermion ½-es spinnel, és részt vesz mind a négy alapvető kölcsönhatásban: a gravitációs, elektromágneses, gyenge és az erős kölcsönhatásban. A top kvark antirészecskéje a top antikvark (néha antitop kvarknak vagy csak egyszerűen antitop nevezik), ami csak annyiban különbözik tőle, hogy töltése ellentétes előjelű.
A top kvark elsődlegesen az erős kölcsönhatásban játszik szerepet, de csak gyenge erő hatására tud lebomlani. Bomlásakor legtöbb esetben egy W bozonná és egy bottom kvarkká bomlik le. Az előre megjósolható élettartama 5·10−25 másodperc. Ez az érték 20-szor rövidebb, mint erős kölcsönhatás során, ezért a top kvarkok képtelenek hadronná alakulni, esély adva ezzel a fizikusoknak, hogy megfigyeljenek egy "magányos" kvarkot (minden más kvark hadronná alakul, vagyis csak hadronokban találhatóak meg).
Létezését (a bottom kvarkéval együtt) 1973-ban feltételezte Makoto Kobayashi és Toshihide Maskawa, hogy ezzel magyarázzák a megfigyelt CP-sértést a kaonok lebomlásában. 1995-ben sikerült kísérletileg is bizonyítani a Fermilabban. Kobayashi és Maskawa 2008-ban fizikai Nobel-díjat kaptak a top és bottom kvarkok létének bizonyításáért, melyek a harmadik generációs kvarkok közé tartoznak.

## Története
1973-ban, Makoto Kobayashi és Toshihide Maskawa megjósolták a harmadik generációs kvarkok létezését, de a "top" és "bottom" megnevezéseket Haim Harari vezette be 1975-ben. A top kvarkot először igazi kvarknak hívták, de idővel a top kvark lett az elterjedt megnevezése.
Kobayashi és Maskawa a GIM (Sheldon Lee Glashow, John Iliopoulos, Luciano Maiani) mechanikára támaszkodott, amely megjósolta a még meg nem figyelt bájos kvark létezését. 1974-ben a Brookhaveni Nemzeti Laboratóriumban (BNL) és a Stanford Linear Accelerator Centerben (SLAC) két kutatócsoport is egyszerre jelentett a J/ψ mezon felfedezését, melyről kiderült hogy tartalmazza az addig csak elméletben létező bájos kvarkot és annak antirészecskéjét. A felfedezés révén elfogadhatóvá vált a GIM mechanika és ezáltal Kobayashi és Maskawa elmélete is. Ezt az elméletet később a Martin Lewis Perl által felfedezett taon is megerősítette. Eme harmadik generációs lepton felfedezése megtörte a szimmetriát a leptonok és kvarkok között. A szimmetria pedig csak egy ötödik és egy hatodik kvark segítségével volt visszaállítható.
Nem sokkal ezután, 1977-ben a Fermilabban a Leon Lederman által vezetett kutatócsoport felfedezte az ötödik, az alap kvarkot. Ez csak jobban megerősítette a hatodik, a top kvark létét, mivel feltételezték, hogy az alap kvarknak kell legyen egy párja is. Feltételezték azt is, hogy a top kvarknak nehezebbnek kell lennie az alap kvarknál, és ugyanakkor hitték azt, hogy nemsokára fel is fedezik ezt a részecskét. Ennek ellenére még tizennyolc évre volt szükség, hogy be tudják bizonyítani létezését.
A korai kutatások a SLAC-ben és DESY-ben (Hamburg) nem jártak sikerrel. Amikor a '80-as évek elején a CERN-ben felfedezték a W és Z bozonokat a top kvark felfedezése is közelegni látszott. A CERN és a Fermilab versenyezni kezdtek. A CERN-ben megállapították, hogy maximális tömege körülbelül 41 GeV/{\displaystyle c^{2}} kell legyen. A nagy versengés következtében a CERN elérte határait, egészen 77GeV/{\displaystyle c^{2}}-re tudtak felgyorsítani részecskéket, de nem sikerült felfedezniük a keresett kvarkot.
A Fermilab lett az egyetlen hadronütköztető mely elég erős volt egy top kvark kimutatására. A felfedezés érdekében megépítették a második detektort is. 1994-ben egy csoport megállapította, hogy top kvark tömege 175 GeV/{\displaystyle c^{2}}. Az eredmények újraértékelése után kijelentették, hogy ez az érték 176±18GeV/{\displaystyle c^{2}}. 1994-ben végzett újabb kutatások 145GeV/{\displaystyle c^{2}} és 185GeV/{\displaystyle c^{2}} közötti értékre engedtek következtetni. Ezen tömegmeghatározásra vonatkozó kutatások miatt Gerardus ’t Hooft és Martinus Veltman 1999-ben fizikai Nobel-díjat kapott.

## Tulajdonságai
- A Fermilab jelenlegi 1.96 TeV-os energiája segítségével állítanak elő és figyelnek meg top és antitop részecskéket.
- Spin száma: 1/2.
- Elektromos töltése: +2/3 {\displaystyle e^{-}}.

### Könyvek
- A. Pickering. Constructing Quarks. University of Chicago Press, 114–125. o. (1984). ISBN 0226667995
- R. Nave: Quarks. HyperPhysics. Georgia State University, Department of Physics and Astronomy. (Hozzáférés: 2008. június 29.)

### Szakirodalom
- Kobayashi, Makoto (1973). „CP-Violation in the Renormalizable Theory of Weak Interaction”. Progress of Theoretical Physics 49 (2), 652–657. o, Kiadó: Oxford University Press. DOI:10.1143/ptp.49.652. (Hozzáférés: 2017. május 16.)
- F. Abe et al. (CDF együttműködés) (1995). „Observation of top quark production in pp collisions with the Collider Detector at Fermilab”. Physical Review Letters 74 (14), 2626–2631. o, Kiadó: Amerikai Fizikai Társaság. DOI:10.1103/physrevlett.74.2626. (Hozzáférés: 2017. május 16.)[halott link]
- Abachi, S. (1995). „Search for High Mass Top Quark Production in pp¯ Collisions at √s= 1.8 TeV”. Physical Review Letters 74 (13), 2422–2426. o, Kiadó: Amerikai Fizikai Társaság. DOI:10.1103/physrevlett.74.2422. (Hozzáférés: 2017. május 16.)

## Lásd még
- Kvark
- Fermion
- Barion
- Mezon